# 脫氧劑

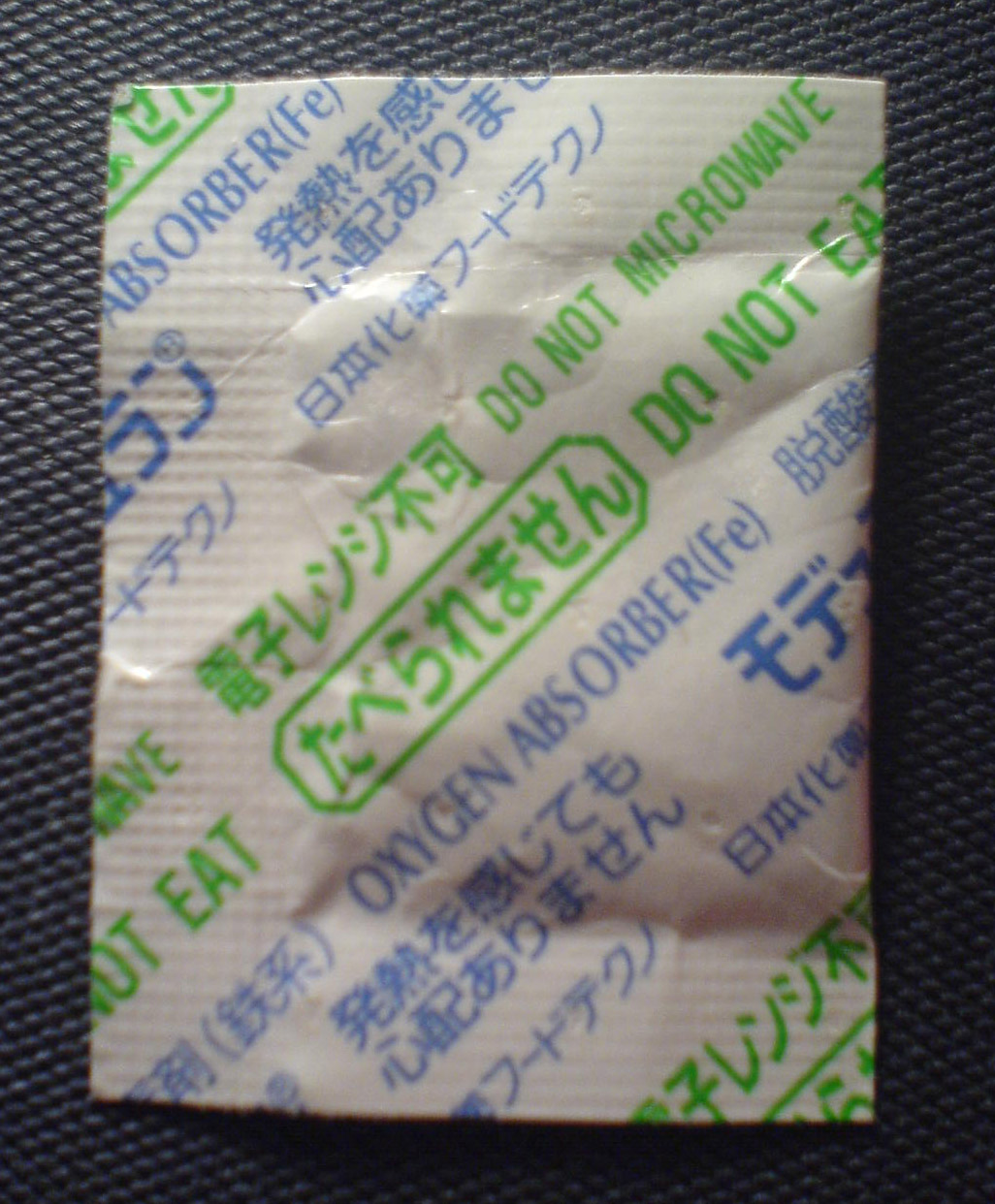
脫氧劑

脫氧劑（oxygen absorber）又称除氧剂（oxygen scavenger）、去氧劑，一般放置在多孔小袋中，多孔小袋再被放置入密閉的商品包装中，這樣可以減少包装內的氧气含量，並延长商品的保质期。
脫氧劑主要分為兩種。
鐵系脱氧劑
成分有铁粉和氯化钠的混合物以及活性炭。鐵粉接觸氧氣後會氧化形成氧化铁。为了幫助鐵進行氧化，氯化钠被添加進來，作为催化剂或活化剂，使铁粉即使在相对较低的湿度下也能氧化。由于氧气被消耗並與鐵粉反應形成氧化铁，包裝內的氧气含量会降低至0.01%以下 。1克铁完全氧化後可以去除包裝內300立方厘米的氧气。虽然其他物質也能去除氧氣，但是铁是最有用的，因为它不会像硫化物那样产生气味，也不会像铝化物那样容易钝化。其他能作為脫氧劑的物質也很難符合食品安全要求。活性炭則能吸附一些气体和有机分子，從而使商品不再含有異味。
有機系氧化劑
以維生素C等抗氧化劑為主成分（通常為食品添加劑 （页面存档备份，存于）），不含金屬成分 （页面存档备份，存于）。同時，會產生和吸收氧氣量相等的二氧化碳氣體，因此不會影響包裝的外形 （页面存档备份，存于）。